# Losser
Losser este o comună și o localitate în provincia Overijssel, Țările de Jos. 

## Localități componente
Beuningen, De Lutte, Glane, Losser, Overdinkel.